# Pindad SS1
El Pindad SS1 (nombre en indonesio: Senapan Serbu 1, "Fusil de asalto 1") es el arma estándar de las Fuerzas Armadas de Indonesia y la Policía Nacional de Indonesia. Está basado en el fusil de asalto belga FN FNC pero con modificaciones para adaptarlo al ambiente tropical.
El arma funciona mediante la recarga accionada por gas, teniendo una culata plegable y la munición 5,56 x 45 mm estándar de la OTAN. El Pindad SS1 es un arma ligera para ser usada por las Fuerzas Armadas, incluyendo el Ejército, la Armada y la Fuerza Aérea, así como la Policía. Fue adoptado en 1991.

## Variantes
- SS1-V1

El V1 es la variante principal, y es el más utilizado por las fuerzas de infantería regulares de Indonesia, con Cañón estándar y culata plegable. 
- SS1-V2

La variante de carabina de cañón corto y compacto. 
- SS1-V3

Barril estándar con culata fija. 
- SS1-V4

La variante de rifle de tirador designada similar a SS1-V1, excepto por el alcance para extender el alcance efectivo durante tiroteos de mediano y largo alcance. Destinado a ser utilizado en función similar al rifle de tirador selecto Dragunov.
- SS1-V5

La variante más pequeña de SS1 con un cañón de 252 mm y 3.37 kg de peso con culata plegable. Utilizado por ingenieros, fuerzas de artillería, tropas de retaguardia y fuerzas especiales. 
- Raider SS1-R5

Otra subvariante de SS1 V5 llamada SS1-R5 está diseñada principalmente para unidades especiales dentro de las Fuerzas Armadas de Indonesia, como la infantería especial Battalion Raiders y otras unidades como Kostrad o Kopassus. El SS1-R5 es un diseño más ligero y más delgado que no sacrifica la alta precisión. Diseñado para operaciones de fuerzas especiales como infiltración, contacto de corta distancia en jungla, montaña, pantano, mar y guerra urbana. Al SS1-R5 se le puede unir una bayoneta y varios tipos de miras telescópicas. Tiene opciones de disparo automático, semiautomático y seguro. 
- SS1-M1

El SS1 modificado destinado al Cuerpo de Marines de Indonesia.  Un proceso especial de recubrimiento garantiza que la serie SS1 M pueda contener agua de mar y no se oxide fácilmente. La variante está diseñada para funcionar incluso después de empaparse en barro o arena. Disponible en 3 variantes: SS1-M1, con un cañón largo y trasero plegable; SS1-M2, con un cañón corto y una culata plegable y SS1-M5 Commando.
- Sabhara / Police V1-V2

Una variante creada para uso policial. Es el único rifle de la serie SS-1 calibrado en 7.62 × 45 mm (una versión del cartucho de 5.56 × 45 mm con una bala de punta redonda similar a la carabina .30) creada por PT Pindad para las condiciones de aplicación de la ley.
- SBC-1

Una variante del SS1-V5 con modo semiautomático solamente, hecho específicamente para las aduanas de Indonesia, ya que el fusil se llama "Senapan Bea Cukai" (indonesio para Rifle de Aduanas e Impuestos Especiales).